# 晉文公傳奇
《晉文公傳奇》（英語：Triumph of A Nation）是香港電視廣播有限公司於1989年製作的電視連續劇，全劇共20集，由蕭顯輝監製，主要演員包括黎明、羅慧娟、郭秀雲、李中寧、黃子揚、歐陽震華等，曾以錄影帶、DVD等形式在香港以外地區發行，其後於2009年10月在無綫經典台首次播出。

## 製作與發行
《晉文公傳奇》以中國的春秋時期為時代背景，於1989年攝製完成，從未於香港的免費電視頻道播放，只在香港以外地區發行錄影帶、DVD光碟，其後於2009年10月在無綫經典台《我們的...黎明》系列節目每周六至日連續播映四集；2014年6月在TVB星河頻道重播；2018年1月曾擬定於翡翠台首次播放，以攝製完成日期計相隔逾28年，不過後來撤銷決定，故此至今仍未在該台播放。此劇於2019年4月獲安排足本在myTV SUPER網上收費頻道播放。主題曲〈飛渡湮雨間〉由盧東尼作曲、簡寧填詞、黎明主唱，收錄於黎明的錄音室專輯《Leon》。

## 劇情大綱
劇情講述晉國諸侯獻公育有三子申生、重耳、夷吾。申生好醫術，對繼承爵位之事並不著急，而夷吾則不及重耳賢能，且生性兇殘暴戾，他為求得到世子之位，不惜出毒招傷害重耳。重耳為免兄弟相殘，毅然出國遊歷。重耳應邀出席諸侯大會，途中邂逅秦國懷嬴公主，情絲互結，可惜生逢亂世，未能成眷屬。獻公駕薨後，寵妃驪姬專政，力舉其子奚齊為君，為朝中大臣所不容，引起內亂。夷吾得秦穆公之助回國為君。夷吾登基後仍恐重耳回國爭位，故出盡辦法對付重耳，並下令將懷嬴下嫁其太子圉，令重耳大受刺激。重耳為避免夷吾之加害，逃亡至赤狄國。他不單被國王重用，更娶得季隗公主為妻，聲勢日隆。重耳獲悉夷吾治國無道，晉國法政大亂，百姓生活在水深火熱之中，遂率軍大舉回晉。

## 演員與角色
- 黎明 飾 晋文公重耳[10][11]
- 羅慧娟 飾 懷嬴公主[12]
- 郭秀雲 飾 季隗公主
- 黃子揚 飾 晋惠公夷吾
- 歐陽震華 飾 赵衰
- 馬宗德 飾 魏犨
- 陳榮峻 飾 介子推
- 黃新 飾 晉獻公
- 李中寧 飾 申生
- 梁家俊 飾 奚齊（幼年）
- 黃澤民 飾 奚齊（壯年）
- 劉桂芳 飾 驪姬
- 光毅 飾 勃鞮
- 陳中堅 飾 狐突
- 江寧 飾 里克
- 楊子韜 飾 梁五
- 承恩 飾 宋襄公
- 黃天鐸 飾 周襄王
- 王偉 飾 齐桓公
- 麥天恩 飾 秦穆公
- 譚一清 飾 楚成王
- 黎冠成 飾 公子昭
- 馬小虎 飾 太子圉
- 楊美儀 飾 姜兒公主
- 曾慧雲 飾 月　影
- 李桂英 飾 叔隗
- 葉天行 飾 哈丹
- 鮑方 飾 華宇
- 凌志華 飾 幺兒
- 馮瑞珍 飾 介子推母
- 陳均榕 飾 老竹
- 凌漢 飾 公孫枝
- 蔡雲 飾 管仲
- 李成昌 飾 百里奚
- 焦雄 飾 豎刁
- 駿雄 飾 開方
- 陳國權 飾 易牙
- 梅蘭 飾 驪姬侍婢
- 胡櫻汶 飾 小圉
- 朱剛 飾 驪戎侯
- 馮志豐 飾 驪戎世子
- 曾守明 飾 赤龍將軍
- 鄭藩生 飾 君冒
- 韓俊 飾 扁鵲
- 陳月茹 飾 允姬
- 招浩東 飾 吳大人
- 白文彪 飾 楚侯
- 何璧堅 飾 衛侯
- 呂劍光 飾 鄭侯
- 黃成想 飾 諸侯
- 陳勉良 飾 諸侯
- 黃建峰 飾 諸侯
- 石毅魂 飾 大臣
- 林健輝 飾 大臣
- 區嶽 飾 大臣
- 陳紹良 飾 大臣
- 許堅信 飾 縣官
- 黃一飛 飾 縣官
- 劉志雄 飾 父親
- 黃志偉 飾 兒子
- 黃鳳琼 飾 歌姬
- 麥皓為 飾 齊國大使
- 曾健明 飾 齊國將軍
- 鄧汝超 飾 小店老闆
- 葉麗霞 飾 小店老闆妻
- 梁雄 飾 老闆
- 羅鴻 飾 店小二
- 劉應龍 飾 店小二
- 周煥培 飾 店小二
- 單劍圖 飾 哈丹手下
- 林家棟 飾 趙衰手下
- 戴少民 飾 赤龍手下
- 馬建聰 飾 赤龍手下
- 薛峻 飾 山賊
- 麥子雲 飾 山賊
- 潘文柏 飾 山賊
- 凌禮文 飾 大夫
- 譚兆明 飾 獄卒
- 黃宗賜 飾 獄卒
- 吳瑞庭 飾 獄卒
- 陳立熙 飾 門衛
- 張帆 飾 門衛
- 田永加 飾 隊長
- 張偉生 飾 兵士
- 潘德銓 飾 兵士
- 周天得 飾 兵士
- 陳漢華 飾 兵士
- 陳國光 飾 兵士
- 梁志明 飾 兵士
- 張樂添 飾 兵士
- 徐寶麟 飾 兵士
- 羅樹淇 飾 村民
- 陳潔儀 飾 族人
- 梅智清 飾 族人
- 關詠荷 飾 族人
- 黃潔冰 飾 族人
- 王華威 飾 賓客
- 黃志祥 飾 賓客
- 黃英耀 飾 將軍
- 鍾華東 飾 將軍
- 莊國輝 飾 將軍